# Moustafa Mero
Mohammed Moustapha Mero (محمد مصطفى ميرو), né en 1941 et mort le 22 décembre 2020,  est un homme d'État syrien, Premier ministre du  13 mars 2000 au 10 septembre 2003. Nommé peu avant la mort d'Hafez el-Assad pour combattre la corruption et pour accomplir d'importantes réformes économiques, il reste Premier ministre sous la présidence de Bachar el-Assad, mais il démissionne par la suite.

## Biographie
Mohammed Moustapha Mero est né dans une famille rurale sunnite à Al Tall dans la banlieue de Damas en 1941.
Il a étudié l'université de Damas, et a obtenu plus tard un doctorat en langue et littérature arabes de l'université d'État de Moscou. 
Mero est devenu membre du parti Baas en 1966. Il a rejoint le Syndicat des enseignants arabes en devenant son secrétaire général pour les affaires culturelles et les publications. Il a été gouverneur du gouvernorat de Deraa de 1980 à 1986. Il a été nommé gouverneur du gouvernorat de Hassaké en 1986 et a occupé ce poste jusqu'en 1993. En 1993, il est devenu gouverneur du gouvernorat d'Alep et était en fonction jusqu'en 2000. Malgré les tensions régionales entre la Syrie et la Turquie à l'époque, il aurait entretenu de bonnes relations avec le gouvernement turc et faisait partie intégrante des relations entre les deux gouvernements. En juin 2000, il est devenu une figure de proue du parti Baas. 
Le 7 mars 2000, peu de temps avant la mort du président Hafez al-Assad, Mero a été nommé Premier ministre. Mero a remplacé Mahmoud Zuabi, en poste depuis 1987, en tant que Premier ministre. Le cabinet de Mero a été annoncé le 13 mars 2000 et a été chargé de s'attaquer aux réformes économiques et de lutter contre la corruption. Après la mort d'Assad en 2000, un comité de 9 membres a été formé pour superviser la période de transition et Mero était parmi ses membres. 
Il a été retenu par le nouveau président, Bachar el-Assad, et a été promu dans les rangs du parti Baas au pouvoir. Mero a dirigé une délégation ministérielle et commerciale en Irak voisin en août 2001, devenant le premier Premier ministre syrien à visiter le pays depuis la guerre du Golfe. En décembre 2001, dans un effort pour stimuler la réforme économique, Mero a été chargé de former un nouveau cabinet, qui a vu une vaste réorganisation avec plusieurs ministres « pro-réforme » nommés à des portefeuilles stratégiques liés à l'économie. Son poste de Premier ministre a également supervisé l'amélioration des relations avec la Turquie. En juillet 2003, Mero est devenu le premier Premier ministre syrien à visiter la Turquie en 17 ans. Il y a signé trois accords sur la santé, le pétrole et le gaz naturel et les questions douanières. Mero a démissionné de ses fonctions au début de septembre 2003, apparemment en raison de la stagnation du processus de réforme économique. Puis le président du Parlement Mohammed Naji al-Otari l'a remplacé au poste de Premier ministre. Mero a poursuivi sa carrière politique en tant que membre du comité central du parti Baas. Son mandat a pris fin en juin 2005 et il s'est retiré de la politique.
Il meurt lors de la pandémie de Covid-19 le 22 décembre 2020 à Damas.